# Burg Rauenstein
Die Burg Rauenstein ist die Ruine einer Spornburg auf 510 m ü. NN in Rauenstein in Thüringen. Sie war seit dem 14. Jahrhundert Sitz des Adelsgeschlechts der Schaumberger und damit Stammsitz der Linie Schaumberg-Rauenstein.

## Geschichte
Die hochadelige gefürstete Grafschaft Henneberg wurde um 1315 mit der Stammburg der Herren von Schaumberg, der Burg Schaumberg bei Schalkau belehnt, nachdem Graf Hermann I. von Henneberg schon 1260 die Rechte an dieser Burg erworben hatte. Noch vor 1350 hatten die Fürstgrafen die Burg und die halbe Cent Schalkau endgültig als Reichslehen inne. Die Schaumberger waren gezwungen, auf das Rittergut Niederfüllbach auszuweichen, erwarben aber Rauenstein auf halbem Wege von Schalkau nach Sonneberg als neuen Herrschaftssitz. Möglicherweise befand sich an dieser Stelle schon vor 1340 eine schaumbergische Kemenate zur Verwaltung des wertvollen und mit außergewöhnlichen Hoheitsrechten wie Halsgerichtsbarkeit, Geleit, Zoll, Bergwerksrecht, hohem Wildbann und dem Kirchenpatronat ausgestatteten Besitzes „vor dem Walde“ in Rauenstein, die zu dieser Zeit ausgebaut und befestigt wurde. 1349 erteilte die Regentin Jutta von Henneberg die Erlaubnis zur Befestigung der „Haus Ruhestein“ genannten Burg unter der Bedingung, dass ihr dieses Haus als Hennebergisches Söhn- und Töchterlehen offenzustehen habe. Markgraf Friedrich der Strenge von Meißen erneuerte diesen Vertrag 1351, wobei neben das Eigentum und das Reichslehen nun noch sächsisches Mannlehen trat.
Die Schaumberger etablierten sich schnell an ihrem neuen Herrschaftssitz. 1398 umfasste das Gebiet des Gerichtes Rauenstein schon 25 Waldberge, 6 freieigene Dörfer und die Hiftenberger Häuser. 1455 wurde das Dorf Rauenstein erstmals erwähnt, wobei angemerkt wurde, dass es schon vor der Burg dagewesen und von den Schaumbergern erkauft und damit ihr Eigentum sei.
1660 wurde der Rauensteiner Besitz noch Geschlechtsgut (Fideikommiss) genannt, schon 1662 ging jedoch ein Teil davon an den Burgvogt Georg Dietrich zu Klein-Ziegenfeld und stand ihm als Ganerbe zur freien Verfügung. Ab 1669 wohnte er auch auf der Burg, die von den Schaumbergern bereits 1632 verlassen und 1640 durch kaiserliche Truppen teilweise zerstört worden war. 1670 verließ auch Burgvogt Georg Dietrich die Burg und bewohnte ein „neues Schloßhaus“ am Marktplatz, auch „Pfarrhaus“ genannt.

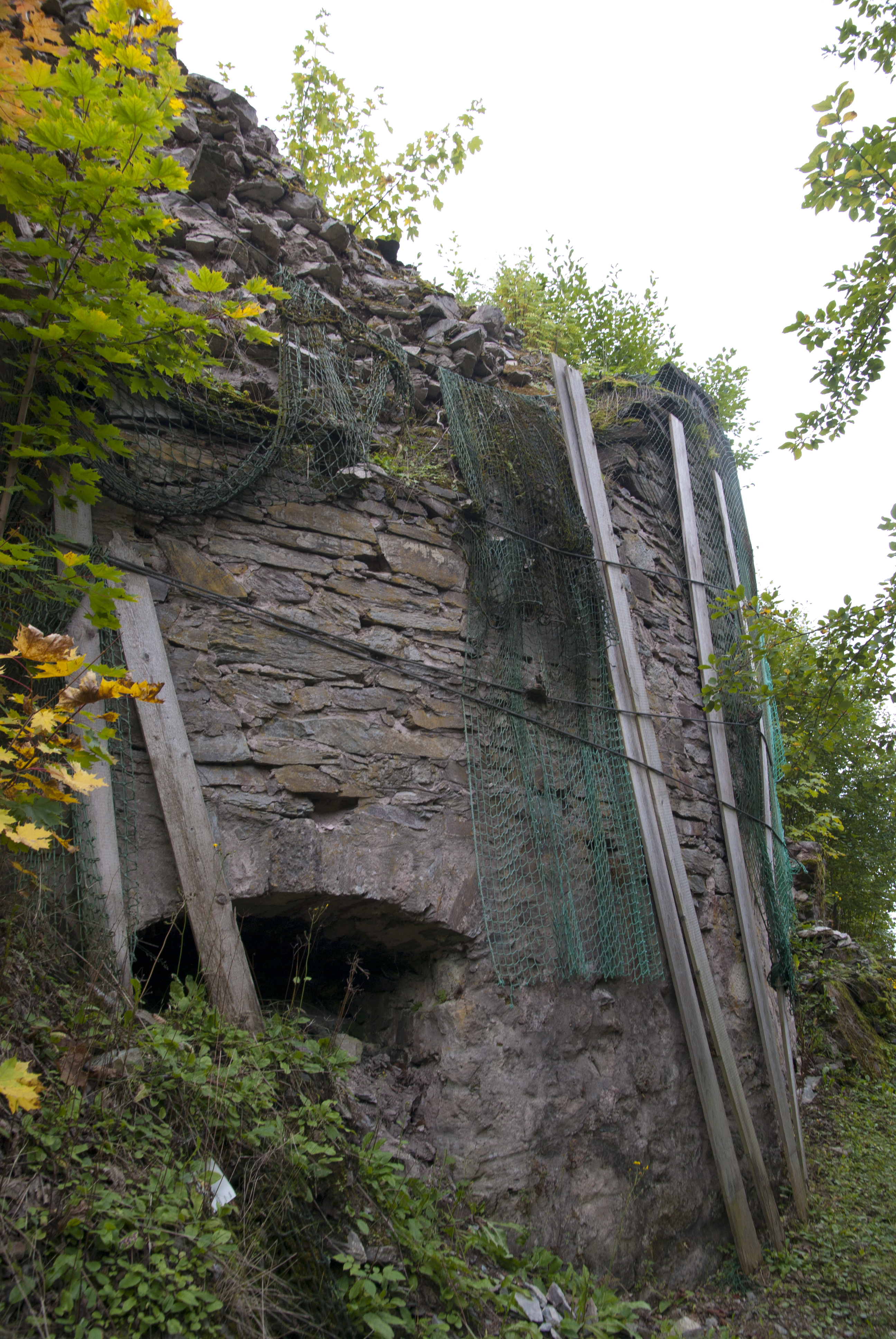
Teil der Ringmauer

Der herzoglich-coburgische Oberstallmeister Hans Siegmund von Schaumberg erhielt 1687 die vollständigen Rechte an der Burg und der Schaumberger Herrschaft zurück und versuchte, sie an den Herzog Albrecht von Sachsen-Coburg zu veräußern, was am Einspruch der Ziegenfelder Erben scheiterte. Er errichtete ein neues Schloss am Fuß der Burg, das später Rathaus war und heute das Rauensteiner Porzellankabinett beherbergt. Die Burg wurde nicht mehr genutzt und verfiel zur Ruine. Schließlich erwarb Herzog Anton Ulrich von Sachsen-Meiningen 1729 das gesamte Geschlechtsgut von Hans Siegmund von Schaumberg, der damit der letzte Schaumberger auf Rauenstein war. Dieser verstarb noch im gleichen Jahr. In den Genuss der Zahlungen kamen neben dem Hauptgläubiger, dem Sonneberger Geschäftsmann Andreas Grosch zu Ehnes, den Erben von Klein-Ziegenfeld und den Erben von Strössendorf seine Tochter Sophie Magdalene, Gemahlin eines Obristen von Hanstein, und bei der endgültigen Übereignung der Kaufsumme durch Charlotte Amalie von Sachsen-Meiningen im Jahr 1763 und der Ablösung der letzten verpfändeten Güter in Grümpen und Theuern 1786 schließlich ihr Sohn, Obristenleutnant Johann Adam Wilhelm von Hanstein. Die Familie von Hanstein hatte seit 1620 das Gut Einberg im heutigen Rödental inne.

## Erhaltungszustand
Erhalten sind Mauerreste, aus denen der markante Bergfried aufragt. Erst Ende der 1990er Jahre wurden Sanierungsversuche unternommen, diese jedoch nicht abgeschlossen. Seitdem setzte ein dramatischer Verfall der Bausubstanz an Bergfried, Ringmauerresten, Torbau und Schalentürmen ein. 2004 wurde mit dem Ziel der Rettung der Burgruine Rauenstein der Thüringisch-Fränkische Geschichtsverein gegründet. Durch die Initiativen des Vereins, der Gemeinde Effelder-Rauenstein und der Denkmalschutzbehörden Thüringens wurde am 24. August 2006 der Kaufvertrag zwischen der bisherigen Eigentümergesellschaft LEG Thüringen und der Gemeinde Effelder-Rauenstein unterzeichnet und die Sanierung des Bergfriedes Ende 2006 vorgenommen. Seither bemühen sich ehrenamtliche Helfer bei Arbeitseinsätzen um den Erhalt der Ruine und die Begehbarkeit des Burgareals.